# Réseau thématique pluridisciplinaire
Pour les articles homonymes, voir RTP.
Un réseau thématique pluridisciplinaire (RTP) est, dans la recherche scientifique en France, une formule institutionnelle de regroupement de laboratoires, d’équipes ou de scientifiques appartenant à des disciplines différentes, autour d’un thème particulier ou d’un objectif clairement défini. 
C'est un outil d’assistance à la politique scientifique, chargé d’émettre des avis et des propositions. 

## RTP existants
- Paléogénétique de l’homme et de son environnement (création : 2005), responsable : Eva-Maria Geigl
- Archéométrie (matériaux et sites) (création : 2007), responsable : Pierre Guibert
- Taphonomie (création : 2007), responsable : Jean-Philip Brugal
- Espaces et Peuplements littoraux : Dynamiques et Développement durable (création : 2009), responsable : Sylvain Lamare
- Bionique (création : 2008), responsable : Jérôme Casas
- Écotoxicologie microbienne (création : 2015) responsable: Jean-François Ghiglione
- Études Genre, (création 2010), responsable Anne-Marie Devreux[1]